# Ray Kroc
Raymond Albert „Ray” Kroc (Oak Park, Illinois, Amerikai Egyesült Államok, 1902. október 5. – San Diego, 1984. január 14.) amerikai üzletember. 1954-ben csatlakozott a McDonald’s-hoz és ő tette azt a világ legsikeresebb gyorsétterem-láncává. Kroc szerepelt a Time 100: „Az évszázad legbefolyásosabb emberei” összeállításában, és még az életében mesés vagyont – mintegy 500 millió dollárnyit – halmozott fel. 1974-től a tulajdonában volt a San Diego Padres baseball-csapat egészen az 1984-ben bekövetkezett haláláig.

## Életútjának kezdete
Ray Kroc 1902 október 5-én született Oak Parkban, Chicago közelében. Szülei cseh származásúak: Rose Mary Hrach és Alois „Louis” Kroc. Édesapja Břasy nevű faluból, Plzeň közeléből származik, a történelmi Csehország területéről.
Oak Parkban nőtt fel, és itt töltötte élete nagyobb részét. Gyermekként komoly tehetséget mutatott a zongorázás iránt. Édesanyja zongorista volt. Már tizenéves korában zeneműboltot nyitott a barátaival. Később fagylaltot is árult nem különösebb sikerrel. Az első világháború idején idősebbnek mondta magát a koránál, így lett vöröskeresztes gépkocsivezető már tizenöt évesen, bár a háború véget ért, így nem szállították át a tengerentúlra. A Vöröskeresztnél ismerkedett össze Walt Disneyvel.
A háború után először zongoristának állt, majd 1922-től papírpoharakat árult a Lily Tulip Cup Co. nevű cég alkalmazásában, esténként az egyik rádióműsorban zongorázott. A poharak értékesítése során találkozott az Earl Prince nevű céggel, amely egy öt-orsós multimixert fejlesztett ki és teherautónyi számra vásárolták a Lily-től a poharakat. Lenyűgözte a gép gyorsasága és hatékonysága. Nemsokára Kroc kizárólagos forgalmazási jogokat kapott a Prince-től a gépei forgalmazására. A következő 17 évben keresztbe kasul járta az országot, mint a gépekkel házaló ügynök.

## A McDonald’s megvásárlása
A második világháború után Kroc immár a Prince Castle nevű cég értékesítő ügynöke volt. Nagyjából akkortájt, amikor a Prince Castle Multi-mixerek értékesítése zuhanni kezdett a Hamilton Beach alacsonyabb árfekvésű termékei miatt, Kroc megismerte a McDonald testvéreket, akik meglepően sokat, szám szerint hatot vásároltak az ő shake-készítő multimixerjeiből. Közvetlenül, hogy meglátogatta a San Bernardino-i McDonald’s egységet 1955-ben, Kroc meggyőződésévé vált, hogy ennek a gyorsétteremnek éttermi lánccá alakítása olyan lehetőséget rejt magában, amely gyorsan elterjedhet akár az egész országban. Felajánlotta szolgálatait a McDonald testvéreknek, akik egy új franchise ügynököt kerestek Bill Tansey egészségügyi problémáit követő távozása miatt.
Kroc a McDonald's Inc. első éttermét Illinois államban, Des Plaines-ben nyitotta meg, ahol tulajdonképpen élete végéig aktív maradt. Gyakran az utca túloldaláról telefonált az étterem vezetőjének, emlékeztetvén őt, hogy a nap végén rendesen takarítsák ki az éttermet. A Des Plaines egység robbantott: a megnyitás napján több száz dollárt hozott. Kroc éttermek sorát a franchise rendszerével szervezte be. Másrészről a McDonald testvérek elégedettek voltak a meglévő bevétellel, és nem érezték szükségét a birodalmuk erőltetett menetben való terjeszkedésének.
Kroc számos újítást hozott be az éttermi-szolgáltatás addigi franchise modelljébe. Ezek közül a legfontosabb az akár egyetlen bolt bevonása a franchise rendszerbe, szemben a nagyobb, területi alapú franchise jogok megadásával, ami az akkor elterjedt gyakorlat volt az iparágban. Kroc elismerte, hogy a nagyobb területi egységekre (piacokra) kiadott kizárólagos franchise jogok a leggyorsabb módja, hogy a franchise-tulajdonos pénzhez jusson, másrészről így a jogtulajdonos a gyakorlatban elveszíti azt a képességét, hogy ellenőrzést gyakoroljon az egész lánc fejlődésének irányára. Számára az egységes szolgáltatás és minőség alapkövetelmény volt a McDonald's láncon belül. Tudta, amennyiben meggyengül a lánc üzletei feletti befolyásolási képessége, nem fogja tudni elérni a célját. Azáltal, hogy a franchise a jogot, üzletenként adta meg, a jogtulajdonos sokkal erősebb befolyását és ellenőrzését tudta megőrizni, és könnyebben tudta a jogot átadni egy a lánchoz csatlakozni kívánó étteremnek.
Krocnál csalódáshoz vezetett, hogy a McDonald testvérek csak kisszámú éttermet szerettek volna üzemeltetni. Ezért 1961-ben megvásárolta tőlük a vállalkozást 2 700 000 dollárért – így mindkét testvérnek 1 000 000 dollárja maradt az adók után- és 1,9 %-os éves jogdíjért (a szerződés, tárgyalásakor a McDonald testvérek a 2%-os jogdíjat túl magasnak, már-már mohónak tartották, így lett az 1,9%).
A megállapodás egy „gentleman’s agreement” (kézfogás) volt osztott megállapodással a felek között, mert Kroc ragaszkodott ahhoz, hogy nem fedheti fel a jogdíjat a mögötte felsorakozott befektetők előtt. A záró tárgyalásnál, Kroc felbosszantotta magát, mert a testvérek nem voltak hajlandóak átadni az ingatlanokat és az első San Bernardino-i egység feletti jogokat. A McDonald testvérek azt mondták neki, hogy az egység működtetési jogát, az ingatlan tulajdonjogát, és minden egyebet az alapító alkalmazottaknak adták át. Ennek hatására Kroc úgy zárta le a megállapodást, hogy nem ismerte el annak jogdíjfizetési részét (természetesen az sem volt írásban). Kroc később nyitott egy új McDonalds éttermet az első egység közelében (jelenlegi elnevezése: „The Big M”, mert a McDonalds fivérek elfelejtették levédetni a névhasználati jogot), hogy azt kiüsse az üzletből.
A McDonald testvérekkel való megállapodás lezárása után Kroc levelet küldött Walt Disneynek. Az első világháború idején, amikor még mindketten mentős gyakornokok voltak a connecticuti Sound Beach-ben találkoztak életükben először. Kroc ezt írta: „Nemrégen vettem át a McDonald’s gyorsétterem-lánc nemzeti szintű jogait. Szeretnék érdeklődni, hogy volna-e lehetőség a McDonald’s részére a Disney birodalom fejlődésében.” Állítólag Disney kikötése az együttműködésre az volt, hogy növelje a sült krumpli árát tíz centről tizenöt centre így biztosítva Disneynek is profitot. Kroc visszautasította az ajánlatot, mert nem akarta hűséges ügyfeleit megkárosítani, így a Disneyland McDonald’s étterem nélkül nyitott meg. Az újságíró Eric Schlosser, a „Megetetett Társadalom” (Fast Food Nation) című könyvében, úgy vélte hogy ez egy kitaláció a McDonald's marketing vezetők részéről. Valószínűsíthetően az együttműködési ajánlat minden indoklás nélkül lett visszautasítva.
Kroc fenntartotta és továbbfejlesztette a hamburgerek készítésére a McDonald fivérek által 1948-ban bevezetett „Speedee Service System”-nek („gyorskiszolgáló rendszer”) elnevezett futószalag megoldást. Szabványosította a műveleteket, ezzel biztosítva, hogy minden burger ugyanolyan ízű legyen bármelyik étteremben. Szigorú szabályokat vezetett be a franchise tagoknak: hogyan kell az ételt elkészíteni, mekkorák az adagok méretei, mennyi az elkészítési idő, valamint a csomagolást is egységesítette. Kroc elutasította az olyan költségcsökkentő intézkedéseket, mint a szója töltőanyagként való használata a hamburgerpogácsákban. Ugyanúgy szigorúan szabványosították az ügyfélkezelést: amennyiben a vásárló nem azt kapta, amit a láncolat egésze ígért neki, a pénzt vissza kellett téríteni az ügyfélnek. Azok az ügyfelek is visszakapták a pénzüket, akiknek a kiszolgálásra több, mint öt percet kellett várniuk. Mindazon túl Kroc szabad kezet adott az egységeknek abban, hogy a számukra legmegfelelőbb módot válasszák a termékek marketingjére. Így Willard Scott saját kezdeményezésként alkotta meg a ma Ronald McDonaldként ismert bábut az értékesítés felfuttatására Washington nagyvárosi területén.
Kroc halálakor a lánc mintegy 7500 egységből állt az Egyesült Államokban és 31 más országban. A teljes láncolat értékesítési volumene 1983-ra több mint 8 milliárd dollár ért el.

## Baseball
1974-ben Kroc úgy döntött, hogy visszavonul a McDonalds vezérigazgatói posztjáról. Miközben új munkák után nézett, annak hallatára, hogy kedvenc baseball csapata a San Diego Padres eladó, elhatározta, hogy visszatér élete kedvenc sportjához. A Padres alapító tulajdonosa C. Arnholt Smith feltételesen már odaígérte a csapatot egy Washingtoni élelmiszer-lánc tulajdonosnak, név szerint Joseph Danzanskynak , aki azt tervezte, hogy a Padrest Washingtonba költözteti. Miközben az ügyletet az ügyvédek különböző peres ügyei akasztották meg, Kroc megvette a csapatot 12 millió dollárért, a csapatot egyben San Diegoban tartva. Kroc első tulajdonosi évében (1974) a Padres 102 mérkőzést veszített, mégis több mint egymillió nézőt vonzott a szezonban. A korábbi legnagyobb nézettség 644 772 volt 1972-ben. A San Diego Union azt írta, hogy Kroc „mindenekelőtt csapata egy rajongója”. 1974 április 9-én miközben a Padres egy csúnya vereség szélén táncolt a Houston Astros ellen a szezonnyitó mérkőzésen a San Diego Stadiumban, 9-5-ös állásnál Kroc magához vette a hangosbemondó mikrofonját, és 39 083 néző előtt azt mondta: „Még soha az életemben nem láttam ilyen ostoba játékot”. A tömeg jóváhagyólag éljenezte. [19] 1979-ben, Kroc nyilvános érdeklődése két jövendőbeli „szabad ügynök” státusú játékos – név szerint Graig Nettles és Joe Morgan – iránt egy 100 000 dolláros bírságot eredményezett a ligabiztos Bowie Kuhn részéről. Csalódván a csapatban, átadta annak működtetését a vejének Ballard Smithnek. „Több a jövő a hamburgerben, mint a baseballban” mondta Kroc.
Az 1984-es halála után a Padres egy különleges mezt viselt „RAK” felirattal. Abban az évben megnyerték a bajnokságot (NL zászló) és játszottak az 1984-es Világ Ligában.
Krocot posztumusz a San Diego Padres halhatatlanjai közé iktatták 1999-ben.

## Magánélete
Kroc alapítványa támogatta az alkoholizmus, a cukorbetegség és más betegségek kutatását és kezelését. Megalapította a Ronald McDonald House Alapítványt, amely a gyerekek életének jobbításával foglalkozik. Fő támogatója volt a Dartmouthi Egészségügyi Főiskolának.
1980-ban, Kroc agyvérzést szenvedett, majd egy rehabilitációs intézménybe vonult az alkoholizmusa kezelésére. 1984. január 14-én – 81 éves korában – halt meg szívelégtelenségben a San Diegoi kórházban. Az El Camino Memorial Park temetőben van eltemetve Sorrento Valleyben, San Diegoban.
Kroc harmadik felesége Joan Kroc filantróp volt. Sok más mellett ő hozta életre a Ray & Joan Kroc Corps Közösségi Központokat. Kroc korábbi házasságai Ethel Flemingel (1922-1961) és Jane Dobbinsal (1963-1968), válással végződtek.

## A popkultúrában
A McDonald’s Kroc általi felvásárlása, valamint a „Kroc stílusú” üzleti taktika a tárgya Mark Knopfler 2004-es dalának a Boom, Like That-nek.
Ray Kroc Robert Anderson társszerzővel együtt írta meg "Grinding it out" című könyvét, amely 1977-ben jelent meg, és Kroc önéletrajzán túl részletesen meséli el a McDonald's történetének első évtizedeit. A könyv Magyarországon 2017-ben "A McDonald's sztori" címmel jelent meg.
2016 –ban John Lee Hancock rendezésében készült Az alapító című film, amely a McDonald’s Kroc általi felvásárlását mutatja be. Ray Croc megformálója Michael Keaton.

## Magyarul megjelent művei
- A McDonald's sztori; közrem. Robert Anderson; ford. Kuti Zoltán; Fornebu Tanácsadó Bt., Bp., 2017

## Fordítás
- Ez a szócikk részben vagy egészben  a   Ray Kroc című angol Wikipédia-szócikk ezen változatának fordításán alapul.  Az eredeti cikk szerkesztőit annak laptörténete sorolja fel. Ez a jelzés csupán a megfogalmazás eredetét és a szerzői jogokat jelzi, nem szolgál a cikkben szereplő információk forrásmegjelöléseként.